# Montegallo
Montegallo är en kommun i provinsen Ascoli Piceno i regionen Marche i Italien. Kommunen hade 467 invånare (2018).